# Pico do Jabre
Pico do Jabre es el punto culminante del estado de Paraíba, en el país suramericano de Brasil, con 1.208 metros de altitud.
Se Localiza en el municipio de Matureia. La Unidad de Conservación del Pico do Jabre fue oficialmente reconocida el 19 de junio de 2002 por el Decreto Estadal nº 23.060. En 2023, el pico pasó a integrar el Parque Nacional Serra do Teixeira.
A pesar de estar localizado en medio de una región semiárida, el clima es caluroso y húmedo con lluvias de verano-otoño.